# Víkartindur
Víkartindur är en bergstopp i Färöarna (Kungariket Danmark).   Den ligger i sýslan Streymoyar sýsla, i den norra delen av landet, 30 km nordväst om huvudstaden Tórshavn. Toppen på Víkartindur är 703 meter över havet. Víkartindur ligger på ön Streymoy.
Terrängen runt Víkartindur är kuperad. Havet är nära Víkartindur åt nordväst. Runt Víkartindur är det ganska tätbefolkat, med 58 invånare per kvadratkilometer. Närmaste större samhälle är Fuglafjørður, 17,4 km öster om Víkartindur. Trakten runt Víkartindur består i huvudsak av gräsmarker.